# Wiang Nong Long (huyện)
Wiang Nong Long (tiếng Thái: เวียงหนองล่อง) là một huyện (amphoe) của tỉnh Lamphun, miền bắc Thái Lan.

## Lịch sử
Tiểu huyện (king amphoe) được tách ra từ huyện Pa Sang, hiệu lực từ ngày 1 tháng 4 năm 1995..
Theo quyết định ngày 1 tháng 5 năm 2007 của chính phủ Thái Lan, tất cả 81 tiểu huyện sẽ được nâng thành huyện. Với việc đăng công báo hoàng gia ngày 24 tháng 8, việc nâng cấp này thành chính thức
.

## Địa lý
Các huyện giáp ranh (từ phía đông theo chiều kim đồng hồ) Pa Sang và Ban Hong của tỉnh Lamphun, [[huyện Chom Thong, tỉnh Chiang Mai|Chom Thong]] và Doi Lo của tỉnh Chiang Mai.

## Hành chính
Huyện này được chia ra thành 3 phó huyện (tambon), các đơn vị này lại được chia thành 24 làng (muban). Wang Phang là một thị trấn (thesaban tambon) nằm trên toàn bộ diện tích của tambon cùng tên. Có 2 Tổ chức hành chính tambon.
| STT. | Tên        | Tên Thái | Số làng | Dân số |  |
| ---- | ---------- | -------- | ------- | ------ |  |
| 1.   | Nong Long  | หนองล่อง  | 9       | 6.064  |  |
| 2.   | Nong Yuang | หนองยวง  | 5       | 4.078  |  |
| 3.   | Wang Phang | วังผาง    | 10      | 8.486  |  |